# Komisja Spraw Zagranicznych (Senat)
Komisja Spraw Zagranicznych wchodzi w skład stałych komisji senackich. Przedmiotem działania komisji jest polityka zagraniczna państwa oraz kontakty międzyparlamentarne i międzynarodowe stosunki gospodarcze. W trakcie IX i X kadencji zamiast Komisji Spraw Zagranicznych istniała Komisja Spraw Zagranicznych i Unii Europejskiej. W XI kadencji Senatu, przywrócono istnienie osobnych komisji spraw zagranicznych i Spraw Unii Europejskiej.

## Prezydium komisji w Senacie XI kadencji
- Grzegorz Schetyna (KO) – przewodniczący,
- Krzysztof Bieńkowski (PiS) – zastępca przewodniczącego,
- Maciej Kopiec (Lewica) – zastępca przewodniczącego.